# 2002
- Wikisource

| Calendário gregoriano                                                        | 2002 MMII                            |
| Ab urbe condita                                                              | 2755                                 |
| Calendário arménio                                                           | 1452 – 1453                          |
| Calendário bahá'í                                                            | 158 – 159                            |
| Calendário budista                                                           | 2546                                 |
| Calendário chinês                                                            | 4698 – 4699 Início a 12 de fevereiro |
| Calendário copta                                                             | 1718 – 1719                          |
| Calendário etíope                                                            | 1994 – 1995                          |
| Calendários hindus - Vikram Samvat - Calendário nacional indiano - Cáli Iuga | 2057 – 2058 1923 – 1924 5102 – 5103  |
| Calendário Holoceno                                                          | 12002                                |
| Calendário islâmico                                                          | 1423 – 1424                          |
| Calendário judaico                                                           | 5762 – 5763 Início a 7 de setembro   |
| Calendário persa                                                             | 1380 – 1381 Início a 21 de março     |
| Calendário rúnico                                                            | 2252                                 |
| Calendário solar tailandês                                                   | 2545                                 |

2002 (MMII, na numeração romana) foi um ano comum do século XXI que começou numa terça-feira, segundo o calendário gregoriano. A sua letra dominical foi F. A terça-feira de Carnaval ocorreu a 12 de fevereiro e o domingo de Páscoa a 31 de março. Segundo o horóscopo chinês, foi o ano do Cavalo, começando a 12 de fevereiro.

| Evento                                                   | Data            | Hora  |
| -------------------------------------------------------- | --------------- | ----- |
| Aquário                                                  | 20 de janeiro   | 06:03 |
| Peixes                                                   | 18 de fevereiro | 20:14 |
| primavera no hemisfério norte e outono no hemisfério sul |                 |       |
| Carneiro/equinócio                                       | 20 de março     | 19:17 |
| Touro                                                    | 20 de abril     | 06:21 |
| Gémeos                                                   | 21 de maio      | 05:30 |
| verão no hemisfério norte e inverno no hemisfério Sul    |                 |       |
| Caranguejo/solstício                                     | 21 de junho     | 13:25 |
| Leão                                                     | 23 de julho     | 00:15 |
| Virgem                                                   | 23 de agosto    | 07:17 |
| Outono no Hemisfério Norte e Primavera no Hemisfério Sul |                 |       |
| Balança/equinócio                                        | 23 de setembro  | 04:56 |
| Escorpião                                                | 23 de outubro   | 14:18 |
| Sagitário                                                | 22 de novembro  | 11:54 |
| inverno no hemisfério norte e verão no hemisfério sul    |                 |       |
| Capricórnio/solstício                                    | 22 de dezembro  | 01:15 |

| UTC: Portugal Continental, Madeira, Guiné-Bissau e São Tomé e Príncipe Subtrair (-): 1 h nos Açores e Cabo Verde 2 h nas Ilhas oceânicas brasileiras 3 h em Brasília, em Goiás, na Amazônia Oriental Brasileira e no nordeste, sudeste e sul brasileiros 4 h na Amazônia Ocidental Brasileira, Mato Grosso e Mato Grosso do Sul 5 h no Acre e sudoeste do Amazonas Adicionar (+): 1 h em Angola e Guiné Equatorial 2 h em Moçambique 8 h em Macau 9 h em Timor-Leste. |
| Adicionar uma hora durante a vigência do horário de verão: Portugal Continental : De 31 de março a 27 de outubro de 2002 |

| Ano completo                       |
| ---------------------------------- |
| Ano comum com início à terça-feira |

Foi designado como:
- Ano Internacional das Montanhas.
- Ano Internacional do Ecoturismo.
- Ano Internacional do Patrimônio Cultural, pela ONU.

## Eventos

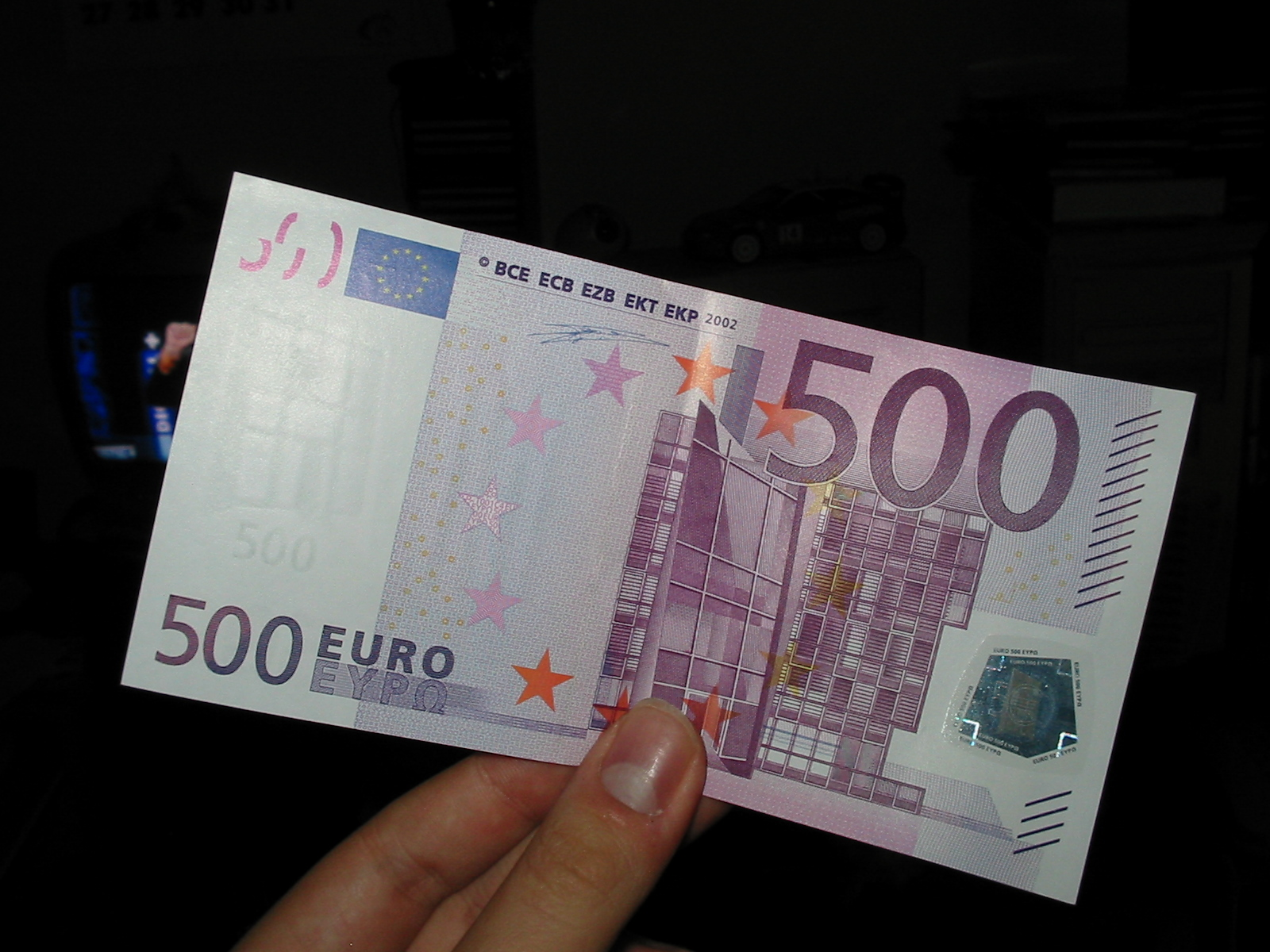
1 de Janeiro - Entram em circulação as notas e moedas de euro.

- Instalação da iluminação cénica da Sé Catedral de Angra do Heroísmo.[1]

### Janeiro
- 7 de janeiro — Apesar de alguns protestos, o euro entra em vigor, substituindo as moedas de 12 países da União Europeia e servindo a mais de 300 milhões de pessoas.
- 10 de janeiro — Publicação do atual Código Civil brasileiro, a partir de projeto elaborado sob coordenação do jurista Miguel Reale, o qual entrou em vigor um ano após sua publicação.
- 28 de janeiro — Estreia da nova imagem da RTP.
- 29 de janeiro — Durante o Fórum de Davos para discussão do futuro da globalização, o presidente americano George W. Bush afirma que Irã, Iraque e Coreia do Norte formam o “Eixo do mal”.

### Fevereiro
- 1 de fevereiro — Daniel Pearl, jornalista americano e chefe do Wall Street Journal no sul da Ásia, sequestrado em 23 de janeiro de 2002, é decapitado e mutilado por seus captores.
- 8 de fevereiro à 24 de Fevereiro —  Os Jogos Olímpicos de Inverno de 2002 ocorrem em Salt Lake City, Utah.
- 12 de fevereiro: Carnaval — A Gaviões da Fiel vence o carnaval paulistano e conquista seu 3º título da história da escola, com um enredo que falava do Jogo de Xadrez.
- 13 de fevereiro: Carnaval — A Estação Primeira de Mangueira vence o carnaval carioca e conquista o 18º título da história da escola, com um enredo que falava do Nordeste.
- 20 de fevereiro — Um raro acontecimento matemático, um minuto palíndromo, às 20:02.
- 23 de fevereiro — A senadora Ingrid Betancourt, candidata à presidência da Colômbia, é sequestrada pelas FARC.
- 25 de fevereiro — O presidente brasileiro Fernando Henrique Cardoso anuncia o fim do “apagão” e do racionamento de energia.
- 26 de fevereiro — Cinco homens atiram em patrulheiros brasileiros na fronteira com a Colômbia. O incidente evidencia a presença das Forças Armadas Revolucionárias da Colômbia – FARC – em território brasileiro.
- 27 de fevereiro
  - Inaugurado o centro cultural CaixaForum de Barcelona (Obra Social de La Caixa).
  - A rainha Elizabeth II e o príncipe Philip visitam a Austrália.
  - O governo de Madagáscar impõe toque de recolher em Antananarivo.
  - Na cidade indiana de Gujarat, um incêndio de trem do expresso Sabarmati em Godhra deixa 57 mortos.

### Março
- 1 de março — Guerra do Afeganistão: A Operação Anaconda começa.
- 8 de março — São encerradas as comportas da barragem do Alqueva.
- 11 de março — Israel organiza a maior operação militar sobre territórios palestinos desde a invasão do Líbano em 1982: 100 tanques, com o apoio de aviões e helicópteros, invadem os campos de refugiados e algumas cidades palestinas. Esta ofensiva leva a ONU a oferecer seu apoio para a criação do Estado Palestino.
- 17 de março — Eleições legislativas em Portugal.
- 30 de março — Isabel Bowes-Lyon, mãe da Rainha Elizabeth II, morre aos 101 anos.

### Abril
- 11 de abril — Atentado terrorista contra a sinagoga de la Ghriba na Tunísia mata 19 pessoas e fere 30.

### Maio
- 6 de maio — Criação da AllTV, a primeira TV da Internet do Brasil e do Mundo.
- 13 de maio — Madre Paulina é declarada pelo Vaticano a primeira santa brasileira.
- 14 de maio — Avril Lavigne lança seu primeiro single, Complicated. Recebeu a certificação de Disco de Platina Duplo na Austrália, por mais de 140 mil álbuns vendidos, e foi premiada com Disco de Platina no Brasil, pela ABPD, pelos mais de 100 mil downloads pagos.
- 16 de maio — Estreia do 2º episódio da série de cinema Star Wars, O Ataque dos Clones.
- 20 de maio — Timor-Leste torna-se um estado independente, pondo termo a seiscentos anos de Império Português
- 29 de maio — A russa Oxana Fedorova (ou Oksana Fyodorova) é eleita Miss Universo.
- 31 de maio — Abertura da Copa do Mundo FIFA de 2002, realizada na Coreia do Sul e Japão.

### Junho
- 4 de junho — Avril Lavigne lança seu álbum de estreia, Let Go, que vendeu mais de 16 milhões de cópias ao redor do mundo e aproximadamente 200 mil no Brasil.
- 17 de junho — O jornalista Tim Lopes é assassinado em um morro do Rio de Janeiro, enquanto fazia uma reportagem sobre os bailes funk. O acontecido evidenciou o poder do tráfico de drogas do estado.
- 27 de junho — Lançamento no Brasil da cédula de 20 reais.
- 30 de junho
  - Apesar de ter iniciado o ano desacreditada, a Seleção Brasileira de Futebol conquista o pentacampeonato na Copa do Mundo FIFA de 2002 disputado no Japão e Coreia.
  - Morre em Minas Gerais aos 92 anos, o médium e um dos maiores divulgadores do espiritismo no Brasil, Chico Xavier.

### Julho
- 1 de julho
  - Criada a Corte Penal Internacional para processar indivíduos por genocídio, crimes contra a humanidade, crimes de guerra e crime de agressão.
  - O voo 2937 da Bashkirian Airlines, um Tupolev Tu-154 e o voo 611 da DHL, um Boeing 757, colidem no ar sobre Überlingen, no sul da Alemanha, matando todas as 71 pessoas a bordo das duas aeronaves.
- 13 de julho — Morre o cantor Claudinho, que fazia dupla com Buchecha, vítima de um acidente na Serra das Araras, que liga os estados de São Paulo e Rio de Janeiro. Antes do falecimento, havia o refrão "Buchecha sem Claudinho". Buchecha prosseguiu com carreira solo.
- 21 de julho — Michael Schumacher era campeão mundial de f1 com a maior antecedência da história da categoria (6 corridas).

### Agosto
- 5 de agosto — No Brasil, o dólar atinge a marca de R$ 3, obrigando o ministro Pedro Malan a tomar medidas severas para acalmar o mercado. No Uruguai, as reservas cambiais caem 76% e o governo é levado a decretar feriado bancário. Tais fatos evidenciaram a crise que afetou os países da América Latina.
- 9 de agosto — É descoberto na região de Campos um novo campo de extração de petróleo que acrescentaria 600 milhões de barris às reservas da empresa Petrobras. Nomeado de Jubarte, o campo é considerado a maior descoberta do petróleo desde 1996.
- 15 de agosto — É formado o grupo Rouge, nascido do concurso Popstars, exibido pelo SBT. Mesmo com seu curto tempo de duração, foi o grupo feminino mais bem-sucedido do Brasil, vendendo 6 milhões de discos.
- 25 de agosto — A banda de Black Metal norte americana Judas Iscariot encerra suas atividades definitivamente, essa banda é considerada uma das principais influencias para o Suicidal Depressive Black Metal devido a suas letras que muitas vezes apoiavam o Niilismo
- 26 de agosto — Cerca de 100 chefes de Estado e mais de 50 mil cientistas, militantes e diplomatas reúnem-se em Joanesburgo, na África do Sul, para a Cúpula Mundial sobre Desenvolvimento Sustentável, presidida pelas Nações Unidas, chamada de Rio+10 por trazer novamente à tona os acordos firmados em 1992 na ECO-92, realizada no Rio de Janeiro.
- 30 de agosto — É lançado nos cinemas brasileiros o filme Cidade de Deus de Fernando Meirelles. Considerado um dos filmes brasileiros mais importantes de todos os tempos, sendo enaltecido pela crítica especializada.  O longa representa o marco final no período de reflorescimento da produção cinematográfica nacional, conhecido como "cinema da retomada".

### Setembro
- 11 de setembro — Durante um discurso lembrando o primeiro ano dos ataques terroristas ao World Trade Center e ao Pentágono, o presidente americano George W. Bush pede apoio das Nações Unidas para derrubar o ditador Saddam Hussein do poder. O mundo, um ano depois dos ataques, mostrou-se dividido e frágil: de um lado o temor da guerra, do outro, o temor da economia.
- 23 de setembro — A panamenha Justine Pasek é nomeada Miss Universo.

### Outubro
- 1 de outubro — A pintora brasileira Sônia Menna Barreto se torna a primeira artista brasileira a ter uma obra incorporada pelo acervo da Royal Collection, da Família Real Britânica.
- 12 de outubro — Sandy e Junior são os primeiros artistas brasileiros a realizarem um show sozinhos no estádio do Maracanã, Rio de Janeiro.
  - Um ataque terrorista à ilha de Bali, na Indonésia, mata cerca de 200 pessoas e deixa outras 100 feridas. A autoria do ataque é atribuída à organização al-Qaeda, que teria sido responsável pelo atentado ao World Trade Center, em Nova York e ao Pentágono, em Washington D.C.
- 14 de outubro — O Prêmio Nobel da Paz é concedido a Jimmy Carter, 39° presidente dos Estados Unidos, pelo seu esforço em promover a paz nos conflitos internacionais.
- 20 de outubro — Inauguração comercial da Linha 5 do Metrô de São Paulo.
- 23 a 26 de outubro — Uma tomada no teatro Dubrovka em Moscow na Rússia por terroristas envolveu cerca de 850 reféns, deixando cerca de 130 a 274 mortos e mais 700 feridos.
- 25 de outubro — O Exército israelita ocupa novamente a cidade de Jenin, na Cisjordânia.
- 27 de outubro
  - O Brasil face à crise econômica de 2002, elege o ex-metalúrgico Luiz Inácio Lula da Silva do PT como presidente da República com mais de 53 milhões de votos, fato comentado pela imprensa de todo o mundo.
  - É lançado o jogo Grand Theft Auto: Vice City.
- 28 de outubro — É encontrada em Jerusalém uma urna mortuária que supostamente pertenceria a um irmão de Jesus Cristo, Tiago. A descoberta é a mais antiga evidência material da real existência de Jesus.
- 29 de outubro — O escritor Paulo Coelho, autor de obras como Brida e O Diário de um Mago, ambas traduzidas para diversos idiomas, toma posse na Academia Brasileira de Letras. Apesar das críticas feitas por analistas literários, o escritor tornou-se bastante popular, tendo suas obras atingindo altos índices de vendas.
- 31 de outubro
  - O Brasil comemora o centenário de nascimento de um dos seus mais célebres poetas de todos os tempos, Carlos Drummond de Andrade, reconhecido internacionalmente entre os mais importantes poetas do mundo.
  - A Maior Goleada do futebol acontece, o AS Adema goleia o Stade Olympique de l'Emyrne por 149 a 0 sendo a maioria gols contra por causa da revolta dos jogadores do SOE sobre a arbitragem.
  - Caso Richthofen: Suzane Von Richthofen, com a ajuda de seu namorado e o irmão do mesmo, mata Manfred Albert Von Richthofen e Marísia Von Richthofen, em São Paulo

### Novembro
- 15 de novembro — É lançado Harry Potter e a Câmara Secreta, o segundo filme da série Harry Potter.
- 20 de novembro — É lançado o jogo Mortal Kombat: Deadly Alliance.

### Dezembro
- 4 de dezembro — Eclipse Solar ocorre com 1.0244 de magnitude (astronomia).
- 5 de dezembro — É lançado o filme The Lord of the Rings: The Two Towers, o segundo filme da trilogia O Senhor dos Anéis.
- 7 de dezembro — A turca Azra Akin é eleita Miss Mundo.
- 9 de dezembro — A United Airlines, a segunda maior companhia aérea do mundo, pede concordata.
- 12 de dezembro — Inaugurado o Memorial do Xambá, no Museu Severina Paraíso da Silva, na cidade de Olinda, Pernambuco.

## Nascimentos
- 22 de janeiro - George Bello, futebolista norte-americano.
- 16 de fevereiro - WIU, rapper brasileiro.
- 23 de fevereiro - Maria Bocharova, é um jogadora de vôlei de praia russa.
- 10 de março - Júlia Gomes, é uma cantora, compositora, influenciadora digital e atriz brasileira.
- 21 de março - Thipakorn Thitathan, ator e modelo tailandês.
- 2 de abril - Son Sang-yeon, ator sul-coreano.
- 16 de abril - Sadie Sink, É mais conhecida por interpretar Maxine "Max" Mayfield na série televisiva Stranger Things da Netflix.
- 8 de abril - Skai Jackson, é uma atriz norte-americana.
- 14 de maio - Margarita Armstrong-Jones, é a filha mais nova e única menina de David Armstrong-Jones, 2.º Conde de Snowdon.
- 21 de maio - Elena Huelva, foi uma ativista espanhola pela luta contra o câncer (m. 2023).
- 22 de maio - Maisa Silva, é uma apresentadora, youtuber, atriz e cantora brasileira.
- 14 de junho - Ayra Starr, cantora e modelo nigeriana.
- 21 de junho - Doarda, influenciadora digital brasileira.
- 22 de julho - Félix da Dinamarca, é o segundo filho do príncipe Joaquim da Dinamarca, e neto da rainha Margarida II da Dinamarca.
- 31 de julho - João Gomes, cantor e compositor brasileiro.
- 8 de agosto - Natasitt Uareksit, ator e cantor tailandês.
- 16 de agosto - Dominic Stricker, tenista suíço.
- 8 de setembro - Gaten Matarazzo, é um ator norte-americano, mais conhecido por interpretar Dustin Henderson na série de televisão Stranger Things da Netflix.
- 27 de setembro - Jenna Ortega, é uma atriz norte-americana, conhecida por interpretar Wednesday Addams na série de televisão Wandinha da Netflix.
- 30 de setembro - Maddie Ziegler, é uma dançarina, atriz, modelo, dubladora e autora norte-americana.
- 9 de outubro - Any Gabrielly, é uma cantora, dançarina, atriz, dubladora e modelo brasileira.
- 29 de outubro - MC Loma, é uma cantora brasileira, é conhecida por ser a cantora do grupo “MC Loma e as Gêmeas Lacração”.
- 30 de outubro - Isa Buzzi, cantora brasileira.
- 30 de novembro - Laura Krystine, atriz norte-americana.
- 17 de dezembro - Guilherme Seta, é um ator brasileiro.
- 23 de dezembro - Finn Wolfhard, é um ator, músico, roteirista e diretor canadense.

## Mortes
- 17 de janeiro - Queenie Leonard, atriz britânica (n. 1905).
- 21 de janeiro - Peggy Lee, foi uma cantora de jazz tradicional estadunidense (n. 1920).
- 4 de fevereiro - George Nader, ator americano (n. 1921).
- 9 de fevereiro - Margarida, Condessa de Snowdon, foi a filha mais nova do rei Jorge VI do Reino Unido e da rainha Isabel Bowes-Lyon (n. 1930).
- 30 de março - Isabel Bowes-Lyon, foi a esposa do rei Jorge VI e rainha consorte do Reino Unido da Grã-Bretanha e Irlanda do Norte (n. 1900).
- 22 de abril - Albrecht Becker, ator, designer de produção e fotógrafo alemão (n. 1906).
- 30 de maio - Mário Lago, ator e compositor brasileiro (n. 1911).
- 5 de junho - Dee Dee Ramone, foi um baixista e compositor de uma das bandas mais influentes da história do punk rock (n. 1951).
- 7 de junho - Liliana, Princesa de Réthy, foi a polêmica segunda esposa do rei Leopoldo III da Bélgica (n. 1916).
- 12 de junho - Philip Walsted, agente de reservas americano assassinado (n. 1978).
- 30 de junho - Chico Xavier, foi um médium, filantropo e um dos mais importantes expoentes do Espiritismo (n. 1910).
- 5 de julho - Katy Jurado, foi uma atriz mexicana (n. 1924).
- 13 de julho - Claudinho, foi um cantor e compositor brasileiro (n. 1975).
- 31 de agosto - Lionel Hampton, foi um músico de jazz norte-americano (n. 1908).
- 5 de setembro - Cliff Gorman, ator norte-americano (n. 1936).
- 14 de setembro - LaWanda Page, atriz, comediante e dançarina americana (n. 1920).
- 25 de outubro - Richard Harris, foi um ator, diretor teatral, cantor, compositor e escritor irlandês (n. 1930).
- 18 de novembro - James Coburn, ator norte-americano (n. 1928).
- 11 de dezembro - Carlos Zara, ator brasileiro. (n. 1930).

## Por tema
- 2002 no Brasil
- 2002 na ciência
- 2002 no cinema
- 2002 no desporto
- 2002 nos jogos eletrônicos
- 2002 na literatura
- Mortes em 2002
- 2002 na música
- 2002 na televisão

## Prêmio Nobel

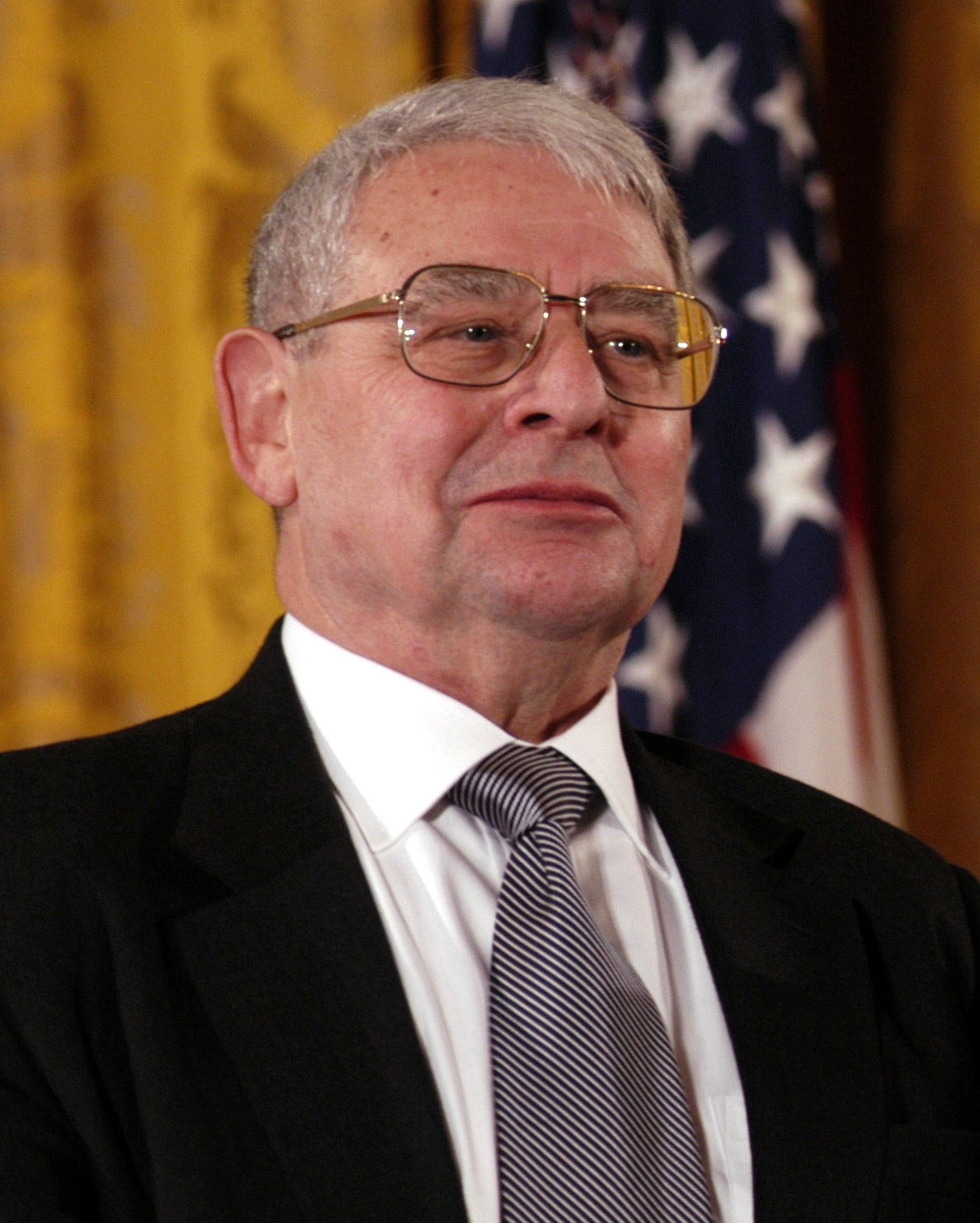
Física - Riccardo Giacconi

- Física - Raymond Davis Jr., Masatoshi Koshiba, Riccardo Giacconi
- Química - John B. Fenn, Koichi Tanaka, Kurt Wüthrich
- Medicina - Sydney Brenner, Robert Horvitz, John E. Sulston
- Literatura - Imre Kertész
- Paz - Jimmy Carter
- Nobel de Economia - Daniel Kahneman, Vernon L. Smith

## Epacta e idade da Lua
| Epacta gregoriana | 17 (XVII) |
| Idade da Lua      | Letra s   |

## Por tema
- 2002 no Brasil
- 2002 na ciência
- 2002 no cinema
- 2002 no desporto
- 2002 nos jogos eletrônicos
- 2002 na literatura
- Mortes em 2002
- 2002 na música
- 2002 na televisão